# Blue Mitchell

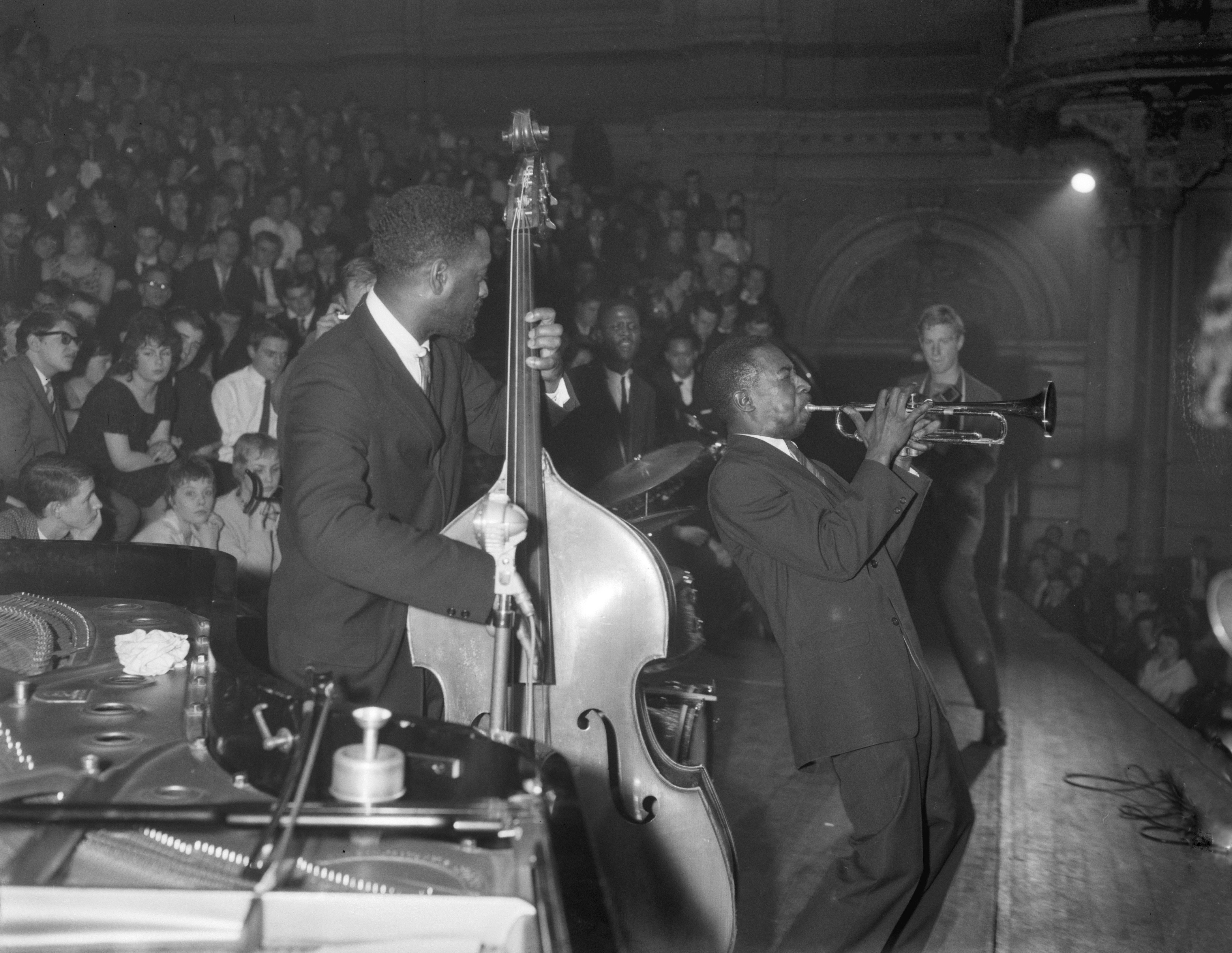
Gene Taylor und Blue Mitchell (Concertgebouw, 1959)

Richard Allen „Blue“ Mitchell (* 13. März 1930 in Miami; † 21. Mai 1979 in Los Angeles) war ein US-amerikanischer Jazz-Trompeter und Komponist.

## Werdegang
Am Beginn seiner Musikerlaufbahn arbeitete Blue Mitchell bei Paul Williams 1951 und als freischaffender Musiker in New York 1952. Danach war er bis 1956 mit Earl Bostic auf Tournee und ab Ende 1958 Mitglied des Quintetts von Horace Silver. Mit Curtis Fuller, Johnny Griffin, Wynton Kelly, Wilbur Ware und Philly Joe Jones nahm er 1958 sein erstes Album unter eigenem Namen auf, Big 6 für Riverside Records. 1961 wirkte er bei Elmo Hopes Album Homecoming! mit; 1964 gründete er mit Musikern aus der Horace-Silver-Band eine eigene Combo, der zunächst auch Chick Corea und Al Foster angehörten und die er bis 1968 leitete. 1969 wurde er Mitglied des Orchesters von Ray Charles, von 1971 bis 1973 arbeitete er bei John Mayall und war anschließend als Studiomusiker in Los Angeles tätig.
Seine von Clifford Brown und Kenny Dorham beeinflusste Spielweise ist zu hören auf Platten mit Julian Cannonball Adderley, Lou Donaldson, Johnny Griffin, Philly Joe Jones und Sam Jones, Red Mitchell und Whitey Mitchell, Horace Silver, Bobby Timmons sowie auf eigenen Platten.
Mitchell starb im Alter von 49 Jahren an Krebs.

## Diskografie (Auswahl)

### Bandleader
- 1958 Big 6 (Riverside/OJC)
- 1958 Get Those Elephants Out’a Here als „The Mitchells“ (Red, Whitey & Blue Mitchell mit André Previn) (MetroJazz Records 1012, 1958)
- 1959 Out of the Blue (Riverside/OJC)  mit Benny Golson, Wynton Kelly, Paul Chambers, Sam Jones, Art Blakey
- 1959 Blue Soul (Riverside/OJC) mit Curtis Fuller, Jimmy Heath, Sam Jones, Philly Joe Jones
- 1960 Blue’s Moods (Riverside/OJC)
- 1961 Smooth as the Wind (Riverside/OJC)
- 1962 A Sure Thing (Riverside) mit Clark Terry, Jerome Richardson, Jimmy Heath, Pepper Adams, Wynton Kelly
- 1962 The Cup Bearers (Riverside) mit Junior Cook, Cedar Walton, Gene Taylor, Roy Brooks
- 1963 Step Lightly (Blue Note; 1980) mit Joe Henderson, Herbie Hancock u. a.
- 1964 The Thing to Do (Blue Note; 1965)
- 1965 Down with It! (Blue Note; 1966)
- 1966 Bring It Home to Me (Blue Note; 1967)
- 1966 Boss Horn (Blue Note; 1967)
- 1967 Heads Up! (Blue Note; 1968)
- 1969 Bantu Village (Blue Note)
- 1971 Blue Mitchell/Soul Village (Mainstream Records)
- 1973 Graffiti Blues (Mainstream)
- 1977 Stablemates (Candid)
- 1977 Summer Soft (Impulse!; 1978)

### Begleitmusiker
Mit Lou Donaldson
- 1952: New Faces-New Sounds (Blue Note Records)
- 1967: Mr. Shing-A-Ling (Blue Note Records)
- 1968: Midnight Creeper (Blue Note Records)
- 1968: Say It Loud! (Blue Note Records)
- 1970: Everything I Play Is Funky (Blue Note Records)
- 1970: Pretty Things (Blue Note Records)

Mit Cannonball Adderley
- 1958: Portrait of Cannonball (Riverside Records)

Mit Horace Silver
- 1959: Finger Poppin’ (Blue Note Records)
- 1959: Blowin’ the Blues Away (Blue Note)
- 1960: Horace-Scope (Blue Note)
- 1963–1964: Song for My Father (Blue Note)

Mit Harold Vick
- 1963: Steppin’ Out! (Blue Note)

Mit Stanley Turrentine
- 1966: The Spoiler (Blue Note; 1967)
- 1967: The Return of the Prodigal Son (Blue Note; 2008)

Mit Hank Mobley
- 1967: Hi Voltage (Blue Note; 1968)

Mit Jimmy McGriff
- 1968: The Worm (Solid State)
- 1969: Electric Funk (Blue Note)

Mit Grant Green
- 1970: Green Is Beautiful (Blue Note)